# Jednostka inwentarzowa (archiwistyka)
Jednostka inwentarzowa – w archiwistyce to materiały archiwalne, stanowiące odrębną pozycję w inwentarzu zespołu (zbioru) archiwalnego. Zazwyczaj jedna jednostka inwentarzowa stanowi też jedną jednostkę archiwalną.